# Somolu
6° 32′ 27″ N, 3° 23′ 14″ L

Somolu (a.k.a. Shomolu) é uma Área de governo local em Lagos, com a sede administrativa localizada na rua Durosimi em Shomolu. A área de Bariga costumava fazer parte do governo local de Somolu até ser esculpida como uma Área de Desenvolvimento Comunitário Local. O governo local de Somolu faz parte da Zona Senatorial de Lagos Leste e também tem um legislador representando o distrito na Câmara Federal de Representantes. 